# Zetea
Zetea (maďarsky: Zetelaka) je obec v župě Harghita v Rumunsku. Obec leží na historickém území Sikulska. Severně od obce byla malá dácká pevnost z doby kolem změny letopočtu, obehnaná hradbou a příkopem.

## Části obce
- Desag
- Poiana Târnavei
- Izvoare
- Sub Cetate
- Șicasău
- Zetea

## Obyvatelstvo
V obci žije maďarská sikulská většina. Podle sčítání lidu roku 2002 v obci žilo 5 753 obyvatel, z nichž se 99,44 % (5 751 obyv.) přihlásilo k maďarské národnosti a zbytek k rumunské.